# Nanortalik
Nanortalik (duń. Bjørnsted) – miasto na Grenlandii (terytorium autonomiczne Danii), w gminie Kujalleq. Miasto jest położone na niewielkiej wyspie na Morzu Labradorskim. Jest jedną z najdalej wysuniętych na południe miejscowości na Grenlandii.

## Charakterystyka
Nazwa miasta oznacza "miejsce niedźwiedzi polarnych" (z grenlandzkiego nanoq – niedźwiedź polarny). Głównym źródłem przychodów tutejszych mieszkańców jest połów ryb, krabów i fok. Miejscowość jest także atrakcją turystyczną. W okolicy oraz w pobliskim fiordzie Tasermiut można spotkać tzw. naturalne "drapacze chmur", czyli pionowe ściany skalne. W Nanortalik znajduje się heliport będący środkiem komunikacji z innymi miejscowościami na Grenlandii.

## Populacja
Według danych oficjalnych liczba mieszkańców w marcu 2014 wynosiła 1294 osoby, natomiast w regionie wokół Nanortalik (miasto, pięć osad oraz farmy owcze), obejmującym obszar  15 000 km², mieszka około 2200 osób.

## Fauna
W pobliżu Nanortalik można spotkać niedźwiedzie polarne oraz foki.